# Kärnvapenkapprustning
Kärnvapenkapprustningen syftar på konflikten mellan USA och Sovjetunionen då länderna deltog i en kapplöpning kring utveckling och produktion av kärnvapen. Syftet var att få ett övertag över den andra parten i konflikten genom att ha tillgång till en större arsenal av kärnvapenmissiler. Bakgrunden till konflikten mellan USA och Sovjetunion låg i stora ideologiska skillnader och i en rivalitet där länderna såg varandra som hot.

## De första skedena
Det första kärnvapnet utvecklades av USA under andra världskriget. Sovjetunionen var inte långt efter med att utveckla sitt första kärnvapen. År 1949 testdetonerade de, till omvärldens stora överraskning, sitt första kärnvapen. Efter denna inledning spenderade de båda staterna enorma resurser för att överträffa varandra i kärnvapenutveckling.

## Konflikten eskalerar
Kapprustningen eskalerade genom att man använde mängder av resurser för att rusta för krig och att utveckla nya, kraftfullare kärnvapen. Båda nationerna påbörjade projekt som gick ut på att utveckla vätebomber. I november 1952 detonerade USA den första vätebomben. Sovjetunionen detonerade sin första vätebomb i augusti 1953. Ryska spioner bidrog mycket till projektet genom att de lyckades få tag i information om hur den amerikanska vätebomben utvecklats. Framställningen av nya kärnvapen fortsatte stadigt i både Sovjetunionen och USA, men inget av länderna fick något militärt övertag i konflikten. Denna balans mellan dessa nationers militära styrka kallas terrorbalansen.

## Kapprustningen kommer till ett slut
Efter att båda länderna spenderat mängder med resurser på att försöka överträffa varandras vapenarsenaler utan att någon lyckades bryta terrorbalansen så insåg de båda att kapprustningen inte kunde fortsätta. Den diplomatiska relationen mellan länderna förbättrades och när den sovjetiska ledaren Michail Gorbatjov kom till makten så började fredsförhandlingar. I december 1986 skrev båda länderna på ett fredsavtal som innebar en viss avveckling.

## Fler nationer med kärnvapen
USA och Sovjetunionen var inte de enda länderna som utvecklade kärnvapen under början av kalla kriget. Andra länder som Storbritannien, Frankrike och dåvarande folkrepubliken Kina, fick också tillgång till kärnvapen under mitten av 1900-talet. Storbritannien testdetonerade sin första atombomb utanför Australien år 1952. 1962 testdetonerade Frankrike sin första atombomb som fick namnet Gerboise bleu. Bara två år senare detonerade folkrepubliken Kina sin första atombomb i Lop Nur. Kina försåg Sovjetunionen med uran i utbyte mot att Sovjetunionen försåg Kina med information gällande framställningen av kärnvapen. 
I Mellanöstern och Asien har Indien och Pakistan kärnvapen. Även om det inte är officiellt bekräftat så anses det klart att även Israel har en kärnvapenarsenal. Iran har ett internationellt omstritt kärnkraftsprogram. Iran menar att detta är för civila ändamål medan andra stater, främst Israel, hävdar att landet planerar att bygga kärnvapen.  